# Cantone di Pradelles
Il Cantone di Pradelles era una divisione amministrativa dell'Arrondissement di Le Puy-en-Velay.
A seguito della riforma approvata con decreto del 17 febbraio 2014, che ha avuto attuazione dopo le elezioni dipartimentali del 2015, è stato soppresso.

## Composizione
Comprendeva 11 comuni:
- Arlempdes
- Barges
- Lafarre
- Landos
- Pradelles
- Rauret
- Saint-Arcons-de-Barges
- Saint-Étienne-du-Vigan
- Saint-Haon
- Saint-Paul-de-Tartas
- Vielprat